# Ренов, Василий Иванович
Василий Иванович Ренов (14 апреля 1921 года — 28 августа 1996 года) — командир партизанской роты, Герой Советского Союза.

## Биография
Родился 14 апреля 1921 года в селе Скучиха (ныне — деревня в Княгининском районе Нижегородской области). Получил среднее образование. До Великой Отечественной войны работал на заводе в Дзержинске.
В 1941 году В. И. Ренов был призван в Красную Армию. Участвовал в боевых действиях Великой Отечественной войны. Попал в окружение и был взят в плен в районе Борисполя. Весной 1942 года совершил побег из лагеря для военнопленных.
В мае 1942 года был принят в соединение партизанских отрядов под командованием А. Н. Сабурова. В октябре 1942 года Ренова назначили командиром взвода, а весной 1943 — командиром роты, которая являлась частью большого партизанского отряда, переданного в распоряжение Каменец-Подольского подпольного обкома партии.
Рота В. И. Ренова вела разведку в районе Новограда-Волынского и осуществляла подрывы вражеских эшелонов, мостов и других сооружений. За период боевой деятельности подразделением Ренова было уничтожено 54 эшелона с живой силой и техникой противника, восемь из которых В. И. Ренов пустил под откос лично. В результате деятельности роты Ренова было уничтожено значительное количество техники и боеприпасов, убито и ранено более 800 солдат противника.
В 1944 В. И. Ренов стал членом КПСС.
После окончания Великой Отечественной войны В. И. Ренов поселился в Житомире. Умер 28 августа 1996 года.

## Награды
- Указом Президиума Верховного Совета СССР от 2 мая 1945 года за образцовое выполнение заданий командования в борьбе против немецко-фашистских захватчиков, проявленные при этом мужество и героизм и за особые заслуги в развитии партизанского движения Василию Ивановичу Ренову присвоено звание Героя Советского Союза:
  - ордена Ленина;
  - медаль «Золотая Звезда» (№ 7535);
- орден Отечественной войны 1-й степени;
- орден Красной Звезды;
- медали.